# 纽卡斯尔联足球俱乐部
紐卡素足球俱乐部（英語：Newcastle United Football Club）是一家英格蘭足球俱樂部，英格蘭超級足球聯賽球隊之一，並於2016–17賽季奪得英格蘭足球冠軍聯賽冠軍。球隊成立於1881年，主場位於泰恩河畔纽卡素的聖占士公園球場（St. James' Park）。
紐卡素第一次升上英超之後經歷了兩次降班，但之後都能在翌季成功奪得英冠冠軍重返英超。

## 歷史
自成立以來紐卡素曾取得四屆英格蘭頂級聯賽冠軍，最近一屆都已經是1927年。至上世紀七、八十年代，紐卡素只是浮沉在當時頂級聯賽英甲及次級聯賽英乙的「升降機」球隊。
九十年代初，當時在次級聯賽英乙作賽的紐卡素，由奇雲·基瑾帶領下升上已改為英超的頂級聯賽，後來更成功羅致當時英超兩大前鋒舒利亞及萊斯·費迪南，令到球隊有機會染指英超錦標。1995–1996球季，紐卡素一度在榜首領先次名的曼聯九分，但最後都功敗垂成，季末被曼聯反超前最後只得亞軍。1996–1997球季，紐卡素連續兩屆都屈居曼聯之後，再次取得英超亞軍，但之後，紐卡素除了在2002–2003球季取得英超季軍外，就長期未能取得聯賽前四名的成績。至2009年因表現不濟得英超倒數第三，要降落英冠比賽。
次年，紐卡素奪得英冠聯賽冠軍返回英超。回升英超的紐卡素在2011–2012年球季表現出色，取得聯賽第五名，奪得參加歐洲賽資格。在翌年的歐霸盃，紐卡素晉級至最後八強才被葡萄牙球隊本菲卡淘汰，但在季尾落入降班危機，最後只得聯賽第16名僅僅護級。2015年1月，執教紐卡素 4 年的領隊阿倫·柏祖過檔水晶宮，紐卡素由柏祖的副手卡華擔任看守領隊。柏祖離開後紐卡素成績一落千丈，聯賽更曾經八場連敗，最後紐卡素僅僅以 4 分之差成功護級。2015–2016球季，紐卡素改任前英格蘭領隊麥卡倫為新領隊，但紐卡素延續上季的頹勢，一直停留在降班區中，2016年3月，紐卡素雖辭退麥卡倫，改聘前華倫西亞、利物浦、國際米蘭及皇家馬德里的領隊賓尼迪斯為新領隊，但球隊表現沒有改善。5月7日，紐卡素在 37 輪聯賽賽和榜尾球隊阿士東維拉，在新特蘭接連擊敗車路士及愛華頓後，紐卡素提早一輪聯賽宣告護級失敗，來屆降落英冠作賽。
紐卡素在2016–2017年度球季在英冠作賽，賓尼迪斯繼續擔任領隊，結果紐卡素於2017年4月24日擊敗普雷斯頓後，鎖定取得英冠首兩名，最後取得英冠聯賽冠軍，在降級一季後再次升回英超。
回升英超的紐卡素，於2017–2018年度球季取得英超第十名，成功保留英超席位。2018-2019年度球季，紐卡素雖在季中一度跌進降班區，但最終成功護級，以聯賽十三名完成本季賽事。2019年6月，帶領紐卡素三年多的賓尼迪斯辭任領隊，由史蒂夫·布魯斯繼任為新領隊。布魯士帶領的紐卡素在2019–2020年及2020–2021年球季只取得聯賽榜中下游成績。
2021-22 賽季由史蒂夫·布魯士續任領隊, 球會在開季時以2500萬英磅由阿仙奴購入祖·韋洛克。但紐卡素本季開局成績差劣，首七輪聯賽只取得三和四負，未嘗一勝。2021年10月7日，由沙特阿拉伯公共投資基金 (PIF) 牽頭的投資集團，包括PCP Capital Partners 和 RB Sports & Media，完成對紐卡素集團和紐卡素球會100%的收購。但新班主入主後的首場賽事，紐卡素主場以2-3敗於熱刺，開季連續八場不勝跌至聯賽榜第19位，3日後球會支付布魯士八百萬鎊解約, 助理教練格雷姆瓊斯(Graeme Jones) 擔任臨時領隊。2021年11月8日，球會正式任命前般尼茅夫領隊埃迪·霍維為新領隊，但更換領隊未能即時挽回紐卡素頹勢，紐卡素一直未能在聯賽打開勝利之門，在第十二輪聯賽敗給阿仙奴後，紐卡素跌至榜尾。2021年12月4日，紐卡素在第十四輪聯賽在主場擊敗般尼，取得本季聯賽首場勝仗，但到了年底在聯賽榜仍僅排名第十九位，更在2022年1月初的足總盃第三圈爆冷敗於英甲球會劍橋聯出局。
冬季轉會窗, 紐卡素以破球會記錄4千2百萬鎊由法甲球會里昂購入般奴·古馬雷斯並簽入左閘馬特·泰加特(租借自阿士東維拉);右閘基蘭·捷比亞;中堅丹·般恩以及前鋒基斯·活特。球隊成績開始有起色，在2022年1月下旬至3月上旬的七場聯賽，紐卡素取得六勝一和的佳績, 聯賽排名也升至14位。4月8日, 經歷聯賽作客3連敗後紐卡素於主場1比0擊敗狼隊. 其後兩場主場比賽分別以2比1擊敗李斯特城和1比0擊敗水晶宮,追平2004年傳奇領隊波比·笠臣主場6連勝紀錄。季尾紐卡素雖敗給曼城和利物浦兩支爭標份子，但最後兩場聯賽擊敗阿仙奴和般尼，以聯賽榜十一名完成新財團入主後首季聯賽。
2022-2023賽季，紐卡素繼續埃迪·霍維領軍，而且沒有預期中的大肆擴軍，主體球員大致與去季相近，但本季紐卡素卻有脫胎換骨的表現。紐卡素在首循環十九場比賽，取得十勝八和一負的佳績，取得聯賽榜第三、四名位置，更打入聯賽盃決賽，可惜不敵曼聯屈居亞軍。次循環紐卡素曾因連敗給曼城和利物浦而一度跌出聯賽榜前四名，但之後紐卡素打敗曼聯，更以6-1大勝熱刺和4-1大勝白禮頓，聯賽排名回升前四，在本季第三十七輪聯賽，紐卡素賽和李斯特城，肯定至少得到聯賽榜第四名(也是最終排名)並取得來屆參加歐冠聯資格，是自2002–2003球季後首次。
2024-25賽季，紐卡索在聯賽盃一路淘汰了諾丁漢森林、切爾西、布倫特福德和兵工廠等強敵，成功打進決賽，亦是三年內第二度進入聯賽盃決賽。更於聯賽杯決賽以二比一擊敗利物浦，奪得球會自1955年以來在英格蘭的首項主要錦標。

## 大事紀年
| 年 份     | 事 項 |
| --------- | --- |
| 1881年    | 11月南拜客（South Byker）的史丹利木球會（Stanley Cricket Club）成立一支足球隊。 |
| 1882年    | 10月更名為東區足球會（East End FC）並於稍後與另一支本地球隊勞斯活特足球會（Rosewood FC）合併。 |
| 1889年    | 轉為職業球隊。 |
| 1890年    | 3月成立有限公司，註冊資本1,000英鎊。 |
| 1892年    | 遷進聖占士公園，更名紐卡素。 |
| 1892-93年 | 奪得北部聯賽（Northern League）亞軍。 |
| 1893-94年 | 獲提名加入足球聯盟乙組聯賽，首季排名第四位。 |
| 1895-96年 | 法蘭華特（Frank Watt）成為首任領隊。 |
| 1897-98年 | 奪得乙組聯賽亞軍而獲提名升上甲組，但在鄰選賽中只能排第三位而失去升級機會。但經抗議使和伯恩利雙雙獲升級踢成0-0的比賽為預定賽果，足球聯盟決定將甲組球隊增至18隊，紐卡素順利獲得升級資格。                      |
| 1904-05年 | 在成立短短13年後首奪甲組聯賽冠軍，並晉身足總杯決賽，負於而屈居亞軍。 |
| 1905-06年 | 再次晉身足總杯決賽，被擊敗，鎩羽而回。 |
| 1906-07年 | 第二度奪得甲組聯賽冠軍。同年奪得慈善盾的前身倫敦郡長慈善盾。 |
| 1907-08年 | 晉身足總杯決賽，被狼隊擊敗，第三度失望而回。 |
| 1908-09年 | 第三度奪得甲組聯賽冠軍。同年並奪得慈善盾。 |
| 1909-10年 | 首次獲得足總杯冠軍，決賽擊敗奪冠。 |
| 1910-11年 | 第五度晉身足總杯決賽力求衛冕，但被擊敗。 |
| 1923-24年 | 戰後首度晉身足總杯決賽，擊敗第二次奪得足總杯冠軍。 |
| 1926-27年 | 經歷18年後，第四度奪得甲組聯賽冠軍。 |
| 1931-32年 | 第三度奪得足總杯冠軍。這場決賽被稱為“出界決賽”（Over The Line Final），紐卡素因一球已出界的傳球而射入決定勝的一球而以2-1擊敗。                                                                               |
| 1933-34年 | 光榮歲月的終結 — 紐卡素降級乙組。雖然降級，但季中曾在一星期內接連以7-3及9-2擊敗及利物浦。 |
| 1947-48年 | 獲乙組聯賽亞軍而重返甲組。 |
| 1950-51年 | 光榮歲月重臨，決賽2-0擊敗黑池而第四次奪得足總杯冠軍。 |
| 1951-52年 | 決賽1-0擊敗成功衛冕足總杯冠軍。 |
| 1954-55年 | 五年內第三度奪得足總杯冠軍，決賽3-1擊敗曼城第六次奪標。 |
| 1960-61年 | 紐卡素再次降級乙組。 |
| 1964-65年 | 由前隊長祖夏菲（Joe Harvey）帶領奪得乙組聯賽冠軍而回升甲組。 |
| 1968-69年 | 紐卡素晉身歐洲比賽，在城市博覽會盃決賽兩回合6-2（主場3-0、作客2-3）擊敗匈牙利烏比斯迪奪得冠軍。 |
| 1973-74年 | 晉身足總杯決賽，以0-3負於利物浦。 |
| 1975-76年 | 首次晉身聯賽杯決賽，以1-2不敵曼城，再次空手而回。 |
| 1977-78年 | 降級乙組。 |
| 1982-83年 | 前英格蘭國家隊隊長凯文·基冈加盟紐卡素。 |
| 1983-84年 | 獲得乙組聯賽季軍回升甲組。 |
| 1988-89年 | 排名榜尾再降乙組. |
| 1991-92年 | 當紐卡素在乙組為護級掙扎，奇雲·基瑾出任領隊，最終僅以四分之微成功護級。而來季英超聯宣佈成立。 |
| 1992-93年 | 奪得甲組《II》聯賽冠軍升上英超聯，經歷從地獄到天堂的一年。 |
| 1993-94年 | 英超聯首季排名第三位。 |
| 1995-96年 | 以四分落後曼聯獲亞軍。 |
| 1996-97年 | 以破世界紀錄的1500萬英鎊收購。季中基謹辭職而由肯尼·达格利什接任。以得失球差壓倒再獲亞軍。 |
| 1997-98年 | 通過外圍賽首次晉級歐聯分組賽。晉身足總杯決賽，以0-2負於屈居亞軍。 |
| 1998-99年 | 出替杜格利殊擔任領隊。再次晉身足總杯決賽，以0-2負於三冠王曼聯在第十三次的足總杯決賽敗陣而回。 |
| 1999-00年 | 古烈治呈辭，由波比笠臣爵士接任。足總杯四強被車路士淘汰。 |
| 2002-03年 | 英超聯排名第三位而歐聯晉身第二輪分組賽。 |
| 2003-04年 | 歐聯外圍賽被淘汰，落入歐洲足協杯，最終打入準決賽兩回合0-2遭馬賽淘汰。 |
| 2004-05年 | 波比笠臣被撤職，桑拿士走馬上任。歐洲足協杯晉身八強而足總杯四強出局，同樣以1-4負於士砵亭及曼聯。 |
| 2005-06年 | 桑拿士於2006年2月2日被徹職，由格伦·罗德尔出任臨時領隊。季後宣佈正式退役。路達帶領球隊在15場聯賽取得32分，獲第七位及參賽資格，由於路達沒有歐洲足協教練文憑，需超聯特別批准才於5月16日簽約兩年擔任領隊。       |
| 2007-08年 | 格伦·罗德尔於2007年5月6日請辭，球會宣佈改由萨姆·阿勒代斯出任領隊，並對球隊陣容進行大改組。艾拿泰斯只任教8個月，因成績不理想而於2008年1月9日解約；1月16日凯文·基冈再次出任領隊一職。                          |
| 2008-09年 | 2008年9月4日，奇雲·基瑾因不滿球會的轉會政策而辭職，前溫布頓領隊祖·堅尼亞（Joe Kinnear）走馬上任。 2009年4月1日，舒利亞出任代領隊，嘗試協助球會護級，可惜最終排名十八（尾三），16年來首次降到英格蘭冠軍聯賽。 |
| 2009-10年 | 獲得英冠冠軍後重返英超。 |
| 2015-16年 | 英超排名十八（尾三），再次降班英冠聯賽 |
| 2016-17年 | 英冠冠軍（第二次），降班後事隔一季即重返英超聯賽 |
| 2022-23年 | 晉身聯賽盃決賽，以0-2不敵曼聯 |
| 2024-25年 | 三年內兩度晉身聯賽盃決賽，以2-1擊敗利物浦闊別70年再次奪得國內盃賽冠軍 |

## 超聯記錄
| 賽季        | 位置             | 場數             | 勝               | 和               | 負               | 入球             | 失球             | 積分             | 當年冠軍          |
| ----------- | ---------------- | ---------------- | ---------------- | ---------------- | ---------------- | ---------------- | ---------------- | ---------------- | ----------------- |
| 1992-93年   | 於英甲聯賽作賽   | 於英甲聯賽作賽   | 於英甲聯賽作賽   | 於英甲聯賽作賽   | 於英甲聯賽作賽   | 於英甲聯賽作賽   | 於英甲聯賽作賽   | 於英甲聯賽作賽   | 於英甲聯賽作賽    |
| 1993-94年   | 第3(季軍)        | 42               | 23               | 8                | 11               | 82               | 41               | 77               | 曼聯 (92分)       |
| 1994-95年   | 第6名            | 42               | 20               | 12               | 10               | 67               | 47               | 72               | 布力般流浪 (89分) |
| 1995-96年   | 第2(亞軍)        | 38               | 24               | 6                | 8                | 66               | 37               | 78               | 曼聯 (82分)       |
| 1996-97年   | 第2(亞軍)        | 38               | 19               | 11               | 8                | 73               | 40               | 68               | 曼聯 (75分)       |
| 1997-98年   | 第13名           | 38               | 11               | 11               | 16               | 35               | 44               | 44               | 阿仙奴 (78分)     |
| 1998-99年   | 第13名           | 38               | 11               | 13               | 14               | 48               | 54               | 46               | 曼聯 (79分)       |
| 1999-00年   | 第11名           | 38               | 14               | 10               | 14               | 63               | 54               | 52               | 曼聯 (91分)       |
| 2000-01年   | 第11名           | 38               | 14               | 9                | 15               | 44               | 50               | 51               | 曼聯 (80分)       |
| 2001-02年   | 第4名            | 38               | 21               | 8                | 9                | 74               | 52               | 71               | 阿仙奴 (87分)     |
| 2002-03年   | 第3(季軍)        | 38               | 21               | 6                | 11               | 63               | 48               | 69               | 曼聯 (83分)       |
| 2003-04年   | 第5名            | 38               | 13               | 17               | 8                | 52               | 40               | 56               | 阿仙奴 (90分)     |
| 2004-05年   | 第14名           | 38               | 10               | 14               | 14               | 47               | 57               | 44               | 切爾西 (95分)     |
| 2005-06年   | 第7名            | 38               | 17               | 7                | 14               | 47               | 42               | 58               | 切爾西 (91分)     |
| 2006-07年   | 第13名           | 38               | 11               | 10               | 17               | 38               | 47               | 43               | 曼聯 (89分)       |
| 2007-08年   | 第12名           | 38               | 11               | 10               | 17               | 45               | 65               | 43               | 曼聯 (87分)       |
| 2008-09年   | 第18名           | 38               | 7                | 13               | 18               | 40               | 59               | 34               | 曼聯 (90分)       |
| 2009-2010年 | 降級至英冠聯作賽 | 降級至英冠聯作賽 | 降級至英冠聯作賽 | 降級至英冠聯作賽 | 降級至英冠聯作賽 | 降級至英冠聯作賽 | 降級至英冠聯作賽 | 降級至英冠聯作賽 | 降級至英冠聯作賽  |
| 2010-11年   | 第12名           | 38               | 11               | 13               | 14               | 56               | 57               | 46               | 曼聯 (80分)       |
| 2011-12年   | 第5名            | 38               | 19               | 8                | 11               | 56               | 51               | 65               | 曼城 (89分)       |
| 2012-13年   | 第16名           | 38               | 11               | 8                | 19               | 45               | 68               | 41               | 曼聯 (89分)       |
| 2013-14年   | 第10名           | 38               | 15               | 4                | 19               | 43               | 59               | 49               | 曼城 (86分)       |
| 2014-15年   | 第15名           | 38               | 10               | 9                | 19               | 40               | 63               | 39               | 切爾西 (87分)     |
| 2015-16年   | 第18名           | 38               | 9                | 10               | 19               | 44               | 65               | 37               | 萊斯特城 (81分)   |
| 2016-2017年 | 降級至英冠聯作賽 | 降級至英冠聯作賽 | 降級至英冠聯作賽 | 降級至英冠聯作賽 | 降級至英冠聯作賽 | 降級至英冠聯作賽 | 降級至英冠聯作賽 | 降級至英冠聯作賽 | 降級至英冠聯作賽  |
| 2017-18年   | 第10名           | 38               | 12               | 8                | 18               | 39               | 47               | 44               | 曼城 (100分)      |
| 2018-19年   | 第13名           | 38               | 12               | 9                | 17               | 42               | 48               | 45               | 曼城 (98分)       |
| 2019-20年   | 第13名           | 38               | 11               | 11               | 16               | 38               | 58               | 44               | 利物浦 (99分)     |
| 2020-21年   | 第12名           | 38               | 12               | 9                | 17               | 46               | 62               | 45               | 曼城 (86分)       |
| 2021-22年   | 第11名           | 38               | 13               | 10               | 15               | 44               | 62               | 49               | 曼城 (93分)       |
| 2022-23年   | 第4名            | 38               | 19               | 14               | 5                | 68               | 33               | 71               | 曼城 (89分)       |
| 2023-24年   | 第7名            | 38               | 18               | 6                | 14               | 85               | 62               | 60               | 曼城 (91分)       |
| 2024-25年   | 第5名            | 38               | 20               | 6                | 12               | 68               | 47               | 66               | 利物浦 (84分)     |

## 主場球場

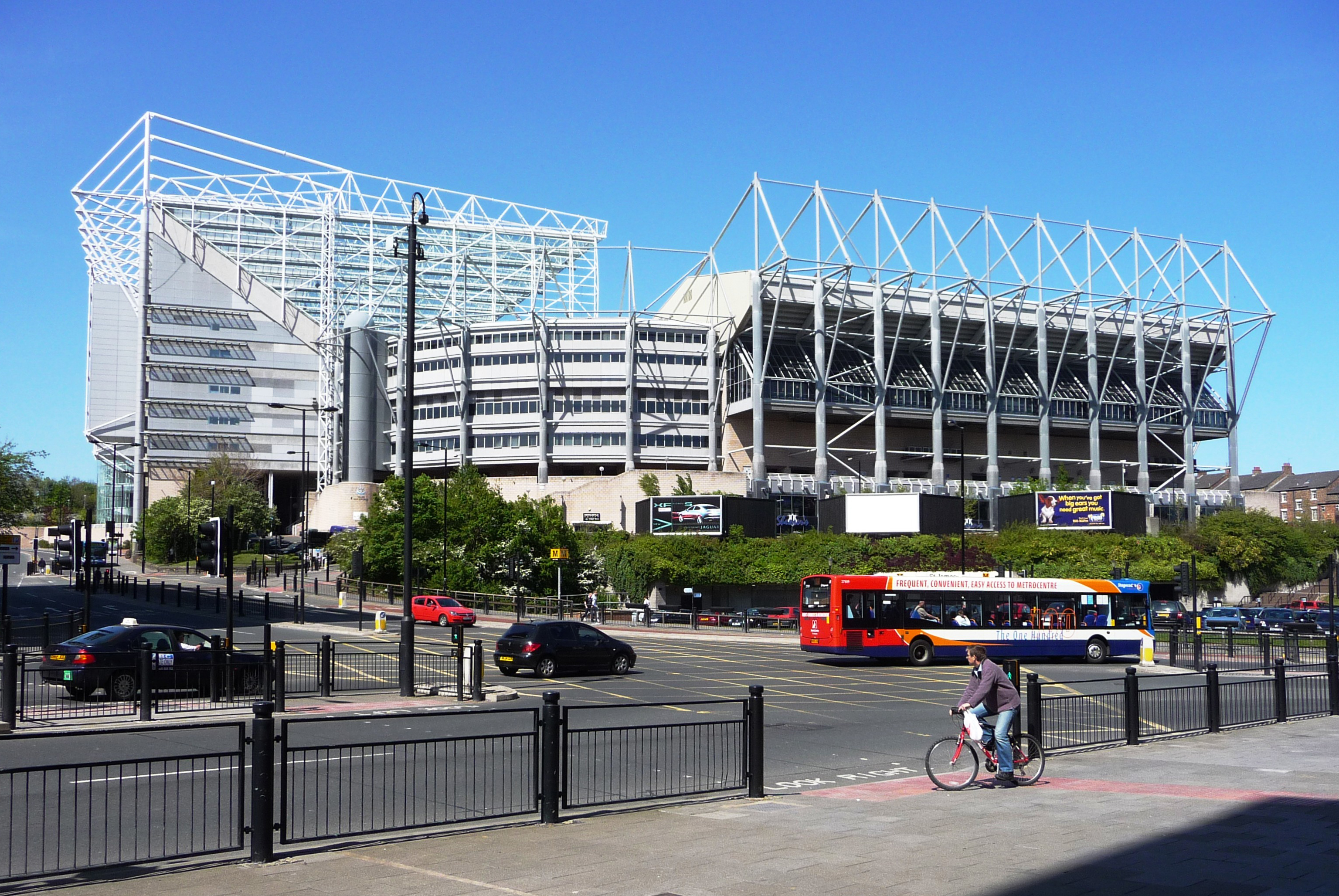
聖占士公園球場

聖占士公園球場位於英格蘭東北部的泰恩河畔纽卡斯尔，是紐卡素足球會的主場球場。
四邊的看台分別為「加洛加特看台」（Gallowgate end，官方名稱是贊助商「紐卡斯爾啤酒看台」）、「尼亞沙斯看台」（Leazes end，官方名稱是以前主席及永遠會長命名的「約翰何爾爵士看台」）、「米爾般看台」（Milburn Stand，以1950年代名宿積奇·米爾般命名）及「東看台」，比賽場地面積105×68米。
聖占士公園球場建於1880年，是紐卡素的前身「東部足球隊」同市宿敵「西部足球隊」的主場。當1892年「西部足球隊」因財困而結束，「東部足球隊」接收其大部份職球員，同時遷入聖占士公園。1992年當約翰·賀爾爵士（Sir John Hall）出任紐卡素主席時，除大灑金錢收購球員使奇雲·基瑾將在乙組降級邊緣的紐卡素打造成超聯爭標的勁旅，同時亦將聖占士公園翻新及擴建，「米爾般看台」及「尼亞沙斯看台」加建一層之後，總容量達到52,500人。
2009年11月4日紐卡素宣佈球場獲冠名贊助稱為「sportsdirect.com @聖占士公園球場」（sportsdirect.com @ St James' Park Stadium）。2012年10月9日紐卡素與短期貸款公司Wonga簽訂四年球衣廣告贊助合約，同時出讓球場命名權，贊助商要求球場恢復採用聖占士公園球場的原有名稱。

## 敵對球隊
紐卡素的敵對球隊是同位於東北部的另外兩支主要球隊——及米德斯堡，三支球隊互相對壘被稱為「東北打吡」。其中桑德兰與紐卡素兩個球會所在城市相距僅12英里，競爭尤其激烈，其對賽被稱為「泰恩-威爾打吡」（Tyne-Wear derby）；相對而言對米杜士堡的「泰恩-蒂斯打吡」（Tyne-Tees derby）便較溫和。

## 榮譽
| 榮譽                  | 次數        | 年度                                           |
| 聯 賽 比 賽           | 聯 賽 比 賽 | 聯 賽 比 賽                                    |
| --------------------- | ----------- | ---------------------------------------------- |
| 甲組聯賽《I》 冠軍    | 4           | 1905年、1907年、1909年、1927年                 |
| 冠軍聯賽《II》 冠軍   | 2           | 2010年、2017年                                 |
| 甲組聯賽《II》 冠軍   | 1           | 1993年                                         |
| 乙組聯賽《II》 冠軍   | 1           | 1965年                                         |
| 盃 賽 比 賽           |             |                                                |
| 英格蘭足總盃 冠軍     | 6           | 1910年、1924年、1932年、1951年、1952年、1955年 |
| 英格蘭聯賽盃 冠軍     | 1           | 2025年                                         |
| 英格蘭足總青年盃 冠軍 | 2           | 1962年、1985年                                 |
| 英格蘭社區盾 冠軍     | 1           | 1909年                                         |
| 德士古盃 冠軍         | 2           | 1974年、1975年                                 |
| 歐 洲 比 賽           |             |                                                |
| 國際城市博覽會盃 冠軍 | 1           | 1969年                                         |
| 英義盃 冠軍           | 1           | 1973年                                         |
| 歐洲足協圖圖盃 冠軍   | 1           | 2006年                                         |

## 球員名單（2025-2026球季）
1. 球員位置及編號根據紐卡素官方網站 （页面存档备份，存于）。
2. 國籍圖標根據國際足協的參賽資格定義，但球員可能會持有多於一個非國際足協定義的國籍。
3. 者為傷患球員。
4. 粗體字為新加盟球員（青年隊提升不計）。
5. 球員傷停名單，參照傷停名單 （页面存档备份，存于）。
6. 2025年夏季轉會窗（英语：List of English football transfers summer 2025）：6月1日至10日，6月16日至9月1日。

### 目前效力
| 號碼  | 國籍   | 球員                         | 位置     | 年齡  | 加盟年份 | 前屬球會   | 轉會費          |
| 門 將 | 門 將  | 門 將                        | 門 將    | 門 將 | 門 將    | 門 將      | 門 將           |
| ----- | ------ | ---------------------------- | -------- | ----- | -------- | ---------- | --------------- |
| 1     | 英格兰 | （Nick Pope）                | 門將     | 33    | 2022     | 伯恩利     | 1,200萬鎊       |
| 26    | 英格兰 | （John Ruddy）               | 門將     | 38    | 2024     | 伯明翰     | 自由轉會        |
| 29    | 英格兰 | （Mark Gillespie）           | 門將     | 33    | 2020     | 馬瑟韋爾   | 自由轉會        |
| 32    |        | （Aaron Ramsdale）           | 門將     | 27    | 2025     | 修咸頓     | 400萬鎊(租借費) |
| 後 衛 |        |                              |          |       |          |            |                 |
| 2     | 英格兰 | （Kieran Trippier）          | 右閘     | 34    | 2022     | 馬德里競技 | 1,500萬鎊       |
| 3     | 英格兰 | （Lewis Hall）               | 左閘     | 20    | 2024     | 切尔西     | 2,750萬鎊       |
| 4     | 荷兰   | （Sven Botman）              | 中堅     | 25    | 2022     | 里爾       | 3,000萬鎊       |
| 5     | 瑞士   | （Fabian Schär）             | 中堅     | 33    | 2018     | 拉科魯尼亞 | 300萬鎊         |
| 6     | 英格兰 | （Jamaal Lascelles）         | 中堅     | 31    | 2014     | 諾定咸森林 | 400萬鎊         |
| 12    | 德国   | （Malick Thiaw）             | 中堅     | 24    | 2025     | AC米蘭     | 3,020萬鎊       |
| 13    | 英格兰 | （Matt Targett）             | 左閘     | 29    | 2022     | 阿士東維拉 | 1,500萬鎊       |
| 17    | 瑞典   | （Emil Krafth）              | 右閘     | 31    | 2019     | 艾米恩斯   | 500萬鎊         |
| 21    | 英格兰 | （Tino Livramento）          | 右閘     | 22    | 2023     | 修咸頓     | 3,200萬鎊       |
| 30    | 蘇格蘭 | （Harrison Ashby）           | 右閘     | 23    | 2023     | 韋斯咸     | 300萬鎊         |
| 33    | 英格兰 | （Dan Burn）                 | 中堅     | 33    | 2022     | 白禮頓     | 1,300萬鎊       |
| 37    | 爱尔兰 | 亞歷克·斯莫菲（Alex Murphy） | 左閘     | 21    | 2022     | 加爾威聯   | 10萬鎊          |
| 中 場 |        |                              |          |       |          |            |                 |
| 7     | 巴西   | （Joelinton Cassio）         | 正中場   | 29    | 2019     | 賀芬咸     | 4,000萬鎊       |
| 8     | 義大利 | （Sandro Tonali）            | 正中場   | 25    | 2023     | AC米蘭     | 6,010萬鎊       |
| 23    | 英格兰 | （Jacob Murphy）             | 右翼     | 30    | 2017     | 諾域治     | 1,200萬鎊       |
| 28    | 英格兰 | （Joe Willock）              | 正中場   | 26    | 2021     | 兵工廠     | 2,500萬鎊       |
| 39    | 巴西   | （Bruno Guimarães）          | 防守中場 | 27    | 2022     | 里昂       | 4,170萬鎊       |
| 41    | 英格兰 | （Jacob Ramsey）             | 左中場   | 24    | 2025     | 阿士東維拉 | 3,900萬鎊       |
| 67    | 英格兰 | （Lewis Miley）              | 正中場   | 19    | 2022     | 青年隊     | 不適用          |
| 前 鋒 |        |                              |          |       |          |            |                 |
| 10    | 英格兰 | （Anthony Gordon）           | 左翼     | 24    | 2023     | 埃弗顿     | 4,000萬鎊       |
| 11    | 英格兰 | （Harvey Barnes）            | 左翼     | 27    | 2023     | 莱斯特城   | 3,800萬鎊       |
| 14    | 瑞典   | （Alexander Isak）           | 中鋒     | 25    | 2022     | 皇家社會   | 6,300萬鎊       |
| 18    | 丹麦   | （William Osula）            | 中鋒     | 22    | 2024     | 谢菲尔德联 | 1,000萬鎊       |
| 20    | 瑞典   | 安东尼·伊蘭加（Anthony Elanga）                  | 右翼     | 23    | 2025     | 诺丁汉森林 | 5,320萬鎊       |

1. ↑  租借一季(23/24)後買斷
2. ↑  另浮動條款345萬鎊
3. ↑  租借下半季(21/22)後買斷
4. ↑  租借下半季(20/21)後買斷
5. ↑  另浮動條款500萬鎊

### 外借球員
| 號碼             | 國籍             | 球員                               | 位置             | 年齡             | 加盟年份         | 外借球會         | 外借球季         |
| 2025年夏季轉會窗 | 2025年夏季轉會窗 | 2025年夏季轉會窗                   | 2025年夏季轉會窗 | 2025年夏季轉會窗 | 2025年夏季轉會窗 | 2025年夏季轉會窗 | 2025年夏季轉會窗 |
| ---------------- | ---------------- | ---------------------------------- | ---------------- | ---------------- | ---------------- | ---------------- | ---------------- |
| 19               | 希腊             | （Odysseas Vlachodimos）           | 門將             | 31               | 2024             | 塞維利亞         | 25/26球季        |
| 40               | 英格兰           | 祖·懷特（Joe White）               | 進攻中場         | 22               | 2021             | 奧連特           | 25/26球季        |
| —                | 西班牙           | 安东尼奥·科德罗（Antonio Cordero） | 左翼             | 18               | 2025             | 韋斯達路         | 25/26球季        |

### 離隊球員
1. 『*』為先租出一季或半季後售出。

| 號碼             | 國籍             | 球員                | 位置             | 年齡             | 加盟年份         | 加盟球會         | 轉會費           |
| 2025年夏季轉會窗 | 2025年夏季轉會窗 | 2025年夏季轉會窗    | 2025年夏季轉會窗 | 2025年夏季轉會窗 | 2025年夏季轉會窗 | 2025年夏季轉會窗 | 2025年夏季轉會窗 |
| ---------------- | ---------------- | ------------------- | ---------------- | ---------------- | ---------------- | ---------------- | ---------------- |
| 1                | 斯洛伐克         | （Martin Dúbravka） | 門將             | 36               | 2018             | 伯恩利           | 200萬鎊          |
| 9                | 英格兰           | （Callum Wilson）   | 中鋒             | 33               | 2020             | 韋斯咸           | 自由轉會         |
| 12               | 北爱尔兰         | （Jamal Lewis）     | 左閘             | 27               | 2020             | 自由球員         | 自由轉會         |
| 25               | 英格兰           | （Lloyd Kelly）     | 中堅             | 26               | 2024             | 祖雲達斯         | 1,450萬鎊*       |
| 36               | 英格兰           | （Sean Longstaff）  | 正中場           | 27               | 2015             | 列斯聯           | 1,200萬鎊        |
| —                | 牙买加           | （Isaac Hayden）    | 防守中場         | 30               | 2016             | 自由球員         | 自由轉會         |

## 著名球星
- （Papiss Cissé）
- （Demba Ba）
- （Celestine Babayaro）
- （Joey Barton）
- （Peter Beardsley）
- （Craig Bellamy）
- （Hatem Ben Arfa）
- （Lee Bowyer）
- （Nicky Butt）
- （Yohan Cabaye）
- （Sol Campbell）
- 斯蒂芬·卡爾（Stephen Carr）
- （Andy Carroll）
- 安迪·（Andy Cole）
- （Damien Duff）
- （Emre Belözoğlu）
- （José Enrique）
- 莱斯·（Les Ferdinand）
- （Fraser Forster）
- 加拉查（Hughie Gallacher）
- （Paul Gascoigne）
- （Geremi）
- （David Ginola）
- （Shay Given）
- （Jonás Gutiérrez）
- （Steve Harper）
- （Jermaine Jenas）
- （Kevin Keegan）
- （Patrick Kluivert）
- 李爾（英语：Rob Lee）（Robert Lee）
- （Peter Løvenkrands）
- （Malcolm MacDonald）
- （Obafemi Martins）
- 米爾本（Jackie Milburn）
- （James Milner）
- （Kevin Nolan）
- （Charles N'Zogbia）
- （Michael Owen）
- （Scott Parker）
- （David Rozehnal）
- （Alan Smith）
- （Alan Shearer）
- （Nolberto Solano）
- （Mark Viduka）
- （Chris Waddle）
- （Pavel Srníček）
- （Fabricio Coloccini）
- （Bruno Guimarães）

## 外部連結
- 紐卡素官方網站 （页面存档备份，存于）（英文）
- 香港紐卡素球迷會Facebook專頁
- 紐迷同好會Facebook專頁